# 畢耀明
畢耀明，AE（英語：Air Efficiency Award，1954年12月25日—）為現任北京泛美國際航空學校校長，前政府飛行服務隊總監，前香港航空青年團總監。於1978年5月加入香港警務處，任職見習督察，1986年4月轉往皇家香港輔助空軍任職機師。1989年11月晉升為高級機師，1993年1月晉升為總機師，1996年8月出任政府飛行服務隊總監，至2007年底提出請辭，共服務政府29年。總機師陳志培於2008年3月27日起接任政府飛行服務隊總監一職。

## 生平
畢耀明在1954年12月15日出生於香港。他在香港接受中小學教育，1977年在加拿大取得科學學士學位，1995年取得香港大學工商管理碩士學位，已婚，育有2名兒子。
畢耀明大學畢業後返回香港，投考國泰航空機師失敗，其後加入香港警務處，同時也是皇家香港輔助空軍的志願飛行員。他曾被派往商業罪案調查科，是首批受訓的偽鈔鑑別專家。1986年離開警隊（當時職級為總督察），加入皇家香港輔助空軍擔任全職直升機機師，是部隊唯一的華人機師，擁有定翼機及直升機駕駛執照，具直升機飛行教練資格。其後晉升高級機師及總機師，後於1996年8月1日出任政府飛行服務隊總監，年僅42歲，成為最年輕的華人總監。

## 總監任內重要事件
2003年8月26日晚上，一輛政府飛行服務隊海豚直升機由總部起飛，前往長洲接載傷者途中，於大嶼山伯公坳附近的山頭墜毀，兩名機員罹難。這次意外，是政府飛行服務隊於1993年成立以來，首次有隊員墜機導致殉職的事故。民航處的調查報告指直升機師疏忽，並提出多項改善建議，政府飛行服務隊全數接納。